# Бурнашев, Владимир Петрович
Владимир Петрович Бурнашев (псевдонимы: Вадим Байдаров, Виктор Бурьянов, Ардашев, Борис Волжин, Петербургский старожил и другие; 24 июля [5 августа] 1810, Орёл — 31 января [12 февраля] 1888, Санкт-Петербург) — русский писатель

, редактор и агроном

-любитель.

## Биография
Родился 24 июля (5 августа) 1810 года в Орле в семье орловского вице-губернатора, статского советника Петра Алексеевича Бурнашева. Родной брат детской писательницы и издательницы Софьи Бурнашевой. Получил домашнее образование, которое, по его собственному замечанию в автобиографии, переданной незадолго до смерти Н. С. Лескову, не было удовлетворительным: «…я, к горю моему, не получил никакого правильного образования, с малолетства будучи жертвою взаимных пререканий и эксцентричных взглядов и понятий моих родителей». Литературную деятельность начал в 1828 году одновременно с государственной службой, на которой пребывал до 1849 года: занимал различные должности в департаменте внешней торговли, министерстве финансов, военном министерстве, министерствах уделов, государственных имуществ и внутренних дел и в канцелярии обер-прокурора святейшего Синода. Вышел в отставку в чине надворного советника. До 1864 года посвятил себя исключительно литературным занятиям, а после снова поступил на службу (в Юго-Западном крае), в 1867 году вновь вышел в отставку и затем уже до самой смерти занимался исключительно писательской деятельностью. Скончался 31 января (12 февраля) 1888 года в Санкт-Петербурге.

## Творчество
Бурнашев много писал в «Северной пчеле», «Отечественных записках» и других изданиях 30-х и 40-х годов XIX века. Являлся членом Вольного экономического общества и редактировал его «Труды…» Ему принадлежат несколько очерков отдельных отраслей сельскохозяйственной промышленности в России. Бурнашев первым предпринял попытку составления русского сельскохозяйственного словаря под заглавием «Опыт терминологического словаря сельского хозяйства, фабричности, промыслов и быта народного» (в 2-х тт., СПб., 1843—1844). Некоторое время был главным редактором журнала «Эконом». Также его перу принадлежат «Воспоминания петербургского старожила» (в «Русском Вестнике», 1872 г.). Последний его труд — «Рассказы о народной войне 1812 г.» (изд. журнала «Досуг и Дело»).

## Книги
- Виктор Бурьянов. Прогулка с детьми по С.-Петербургу и его окрестностям. — СПб.: Тип. Гл. Управления путей сообщения и публичных зданий, 1838. — Т. I. — 288 с.
- Виктор Бурьянов. Прогулка с детьми по С.-Петербургу и его окрестностям. — СПб.: Тип. Гл. Управления путей сообщения и публичных зданий, 1838. — Т. II. — 385 с.
- Виктор Бурьянов. Прогулка с детьми по С.-Петербургу и его окрестностям с Прибавлением к третьему тому. — СПб.: В Гуттенберговой тип., 1838. — Т. III. — 270 с.